# Callodicopus
Callodicopus (лат.) — род перепончатокрылых насекомых из семейства Mymaridae (Chalcidoidea).

## Распространение
Афротропика, Южная Азия, Неарктика, Неотропика.

## Описание
Микроскопического размера хальцидоидные наездники: общая длина тела менее 1 мм. Основная окраска тела желтовато-коричневая. Усики состоят из скапуса, педицеля, жгутика и булавы. Жгутик 7-члениковый. Крылья с сильно редуцированным жилкованием. Паразиты яиц насекомых.

## Систематика
Таксон включён в родовую группу Alaptus group из семейства мимарид (Mymaridae) вместе с родами Alaptus, Dicopomorpha и Dicopus
- Callodicopus crassula Ogloblin, 1955
- Callodicopus cursor Ogloblin, 1955
- Callodicopus floridanus Huber, 2020
- Callodicopus longicornis Ogloblin, 1955
- Callodicopus magniclavae (Annecke, 1961)
- Callodicopus narendrani Manickavasagam and Palanivel, 2016
- Callodicopus silvestriana Ogloblin, 1955